# Сольес-Пон
Солье́с-Пон (фр. Solliès-Pont) — коммуна на юго-востоке Франции в регионе Прованс — Альпы — Лазурный берег, департамент Вар, округ Тулон, супрефектура одноимённого кантона.
Площадь коммуны — 17,73 км², население — 10 788 человек (2006) с тенденцией к росту: 11 624 человека (2012), плотность населения — 656,0 чел/км².

## Население
Население коммуны в 2011 году составляло — 11 568 человек, а в 2012 году — 11 624 человека.
| 1962 | 1968 | 1975 | 1982 | 1990 | 1999  | 2006  | 2011  | 2012  |
| ---- | ---- | ---- | ---- | ---- | ----- | ----- | ----- | ----- |
| 4021 | 4214 | 4549 | 5492 | 9525 | 10820 | 10788 | 11568 | 11624 |

Динамика населения:

## Экономика
В 2010 году из 7292 человек трудоспособного возраста (от 15 до 64 лет) 5113 были активными, 2179 — неактивными (показатель активности 70,1 %, в 1999 году — 67,1 %). Из 5113 активных трудоспособных жителей работали 4539 человек (2388 мужчин и 2151 женщина), 574 числились безработными (265 мужчин и 309 женщин). Среди 2179 трудоспособных неактивных граждан 723 были учениками либо студентами, 725 — пенсионерами, а ещё 731 — были неактивны в силу других причин.
На протяжении 2010 года в коммуне числилось 4536 облагаемых налогом домохозяйств, в которых проживало 11 499,5 человек. При этом медиана доходов составила 19 207 евро на одного налогоплательщика.

## Спорт
Любительский регбийный клуб «Сольес-Пон».

## Фотогалерея

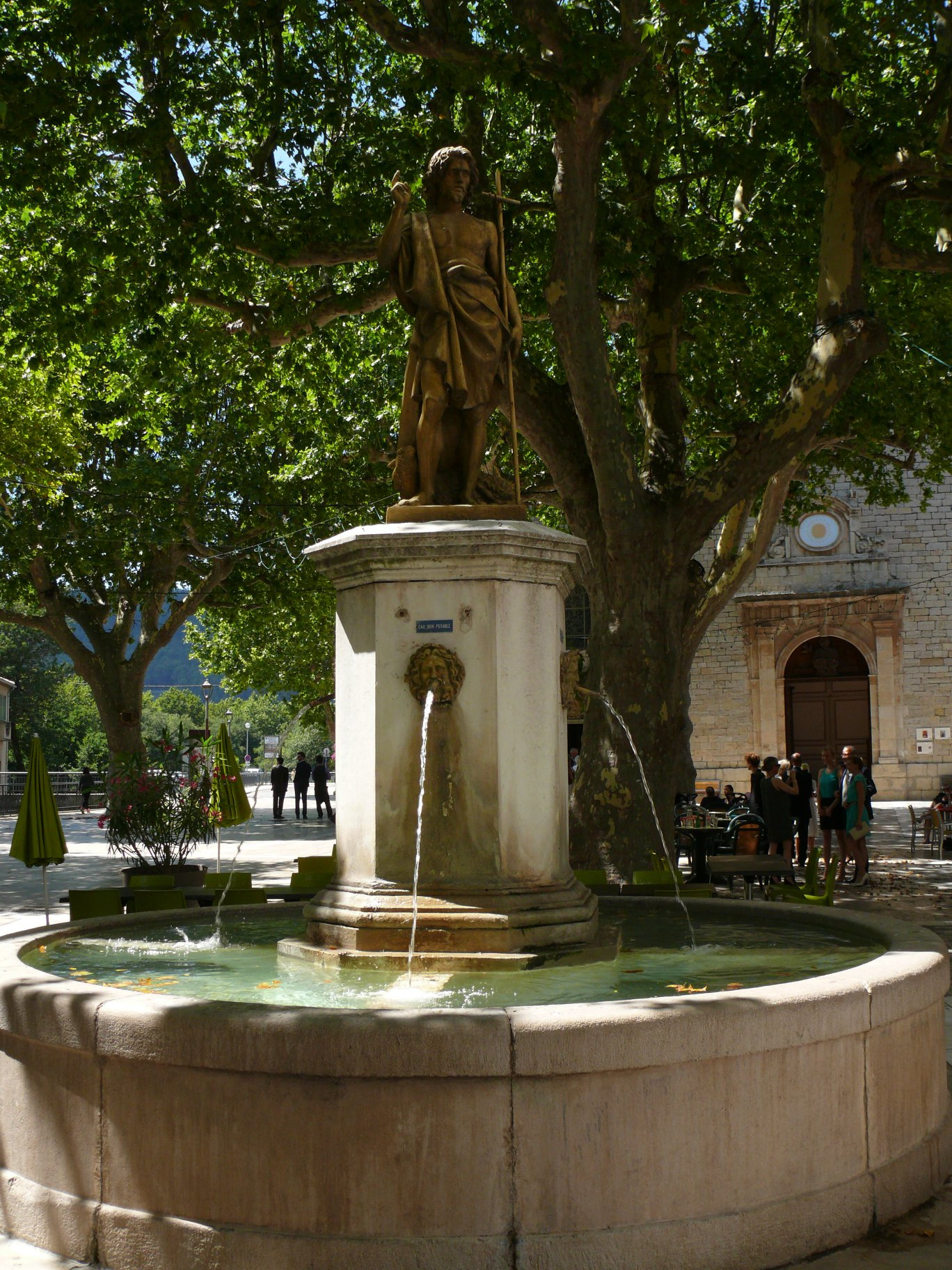
Фонтан на площади Святого Иоанна Крестителя